# YFM-1 (航空機)
YFM エアラクーダ
飛行するXFM-1-BE 36-351号機 (1937年撮影)
- 用途：要撃戦闘機
- 分類：戦闘機
- 製造者：ベル・エアクラフト社
- 運用者： アメリカ陸軍航空隊
- 初飛行：1937年9月1日
- 生産数：13機
- 退役：1942年
- 運用状況：未就役
- ユニットコスト：219,000米ドル

YFM エアラクーダ（Bell YFM Airacuda）は、第二次世界大戦前にベル社がアメリカ陸軍航空隊向けに試作した戦闘機である。仮想敵がB-17級の重爆撃機で米本土に侵攻した場合に備えた迎撃機として開発された双発機だったが、飛行性能が悪く、開発中止となった。
愛称の「エアラクーダ (Airacuda)」は、空飛ぶバラクーダの意。また、YFMは、Yが「増加試作機」、Fが「戦闘機 (Fighter)」、Mが「多座 (Multiple)」という意味である。

## 概要

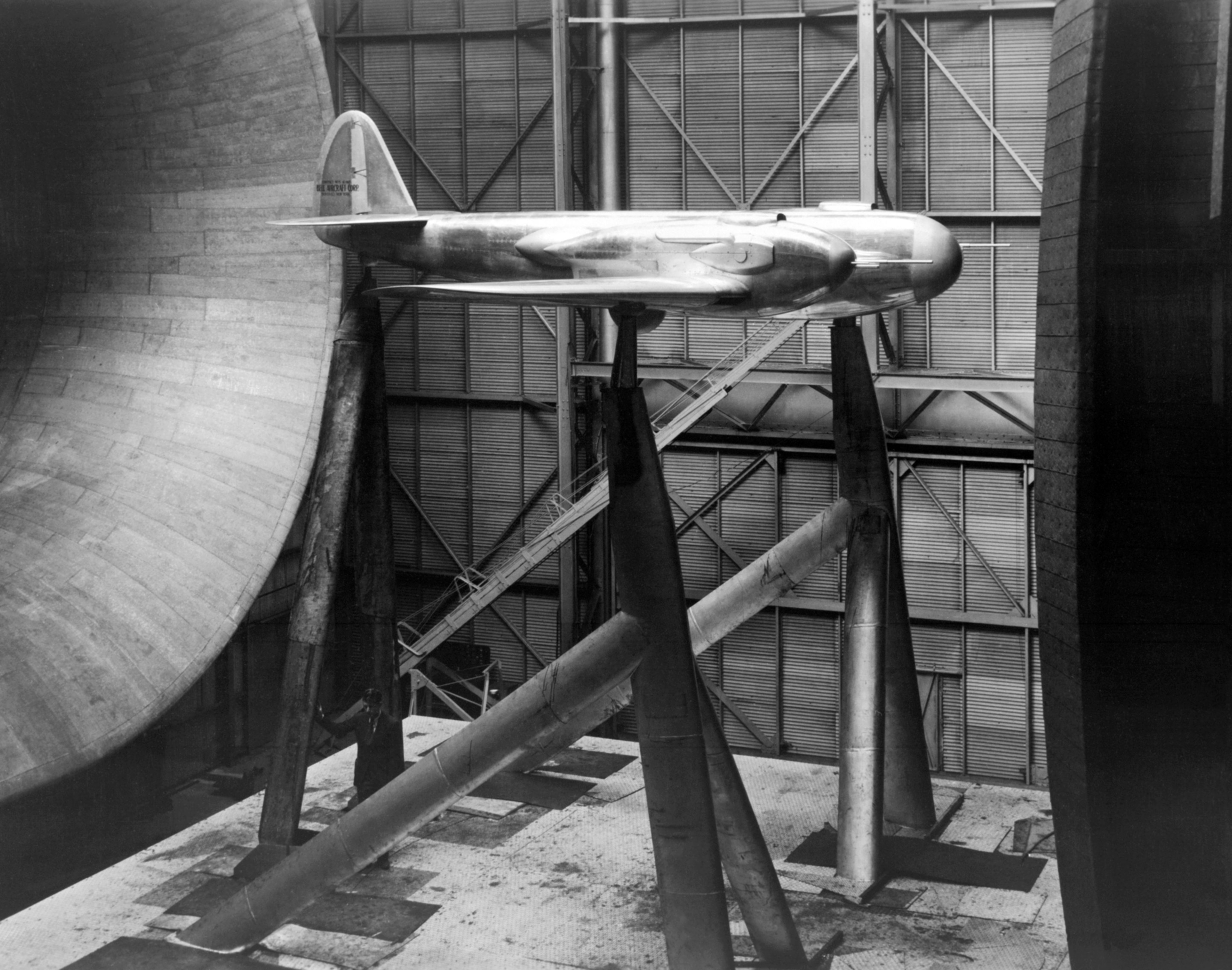
モックアップの風洞実験の様子

1936年にアメリカ陸軍航空隊はB-17爆撃機級の重爆撃機を迎撃するための長距離戦闘機の試作仕様を出したが、これに応募したベル社の案が採用となり、陸軍航空隊はXFM-1として試作機1機に36-351の製造番号を与え発注した。1935年に創設されたベル社としては、この機体が初設計だった。
XFM-1は全幅20mを超える大型の双発機で、セミモノコック構造の全金属製の機体に低翼単葉肩持ち式の主翼を有し、主脚は半引き込み式であった。エンジンはターボ過給器付のアリソンV-1710-13を搭載し、プロペラは推進式になっていた。そしてエンジンナセル前部は有人銃座となっており、ここに37mm機関砲を1門ずつ搭載していた。機関砲は銃手が直接操作する他、航法士が遠隔操作することができた。胴体側面にも涙滴型の風防付の銃座を持っていた。また、胴体には爆弾倉が設けられていて、敵機に当てて撃墜するための14kg航空爆弾を20発搭載することができた。
XFM-1の1号機は、1937年9月に初飛行した。しかし最高速度は計画値より37km/hも遅かった。飛行性能も単発戦闘機と比べて大幅に劣るものだった。しかし、アメリカ陸軍航空隊は、1938年5月に開発テスト用の増加試作機YFM-1を13機発注した。
YFM-1の1号機は、1939年9月に初飛行した。この機体は当初XFM-1と同じアリソンV-1710-13を搭載していたが、テスト中に爆発事故を起こしたため、途中からターボ過給器無しのアリソンV-1710-23エンジンに換装した。以降の機体は皆このエンジンを搭載した（一部の機体は後にアリソンV-1710-41に換装された）。また、機体の細部の形態もXFM-1と異なっていた。ターボ過給器がなくなったことによりナセル側面の張り出しはなくなり、エアインテイクはナセル上面から主翼の外翼部に移された。またプロペラにはスピナーが取り付けられた。主翼と胴体はそれぞれ延長されていた。武装も37mm機関砲の配置は変わらないものの、7.62mm機銃の配置は機首に2丁、胴体後部背面に1丁、下面に1丁となった。
しかし、YFM-1の飛行性能はXFM-1同様貧弱なものだった。速度はXFM-1よりもさらに遅く、爆撃機のB-17を下回った。また、鈍重なためスピンロールや宙返りができないなど、戦闘機としてはあまりにお粗末な運動性能だった。この他、運用面においても、エンジンが冷却不足のためオーバーヒートしやすく地上滑走時は自力で走れない点や、エンジンナセルに設けた銃座の居住性や安全性の問題などがあり、実用化に向けては問題点が多すぎた。それでも、一部の機体を3車輪式に改造するなどの改修を行ったが、高価過ぎる機体費用が決め手となり、YFM-1は当初発注分の13機だけで製造終了となった。
その後1942年には全機が地上教材用に回され、そのまま程なくスクラップ処分となった。

## スペック
- 全長： 14.34 m
- 全幅： 21.34 m
- 全高： 5.94 m
- 翼面積:63.7 m2
- 全備重量： 8,607 kg
- エンジン：アリソン V-1710-23 液冷12気筒 1,150 hp ×2
- 最大速度： 431 km/h
- 実用上限高度：9,296 m
- 航続距離： 1,513 km
- 武装
  - 爆弾140 kg ×2
  - 37mm機関砲 ×2
  - 7.62mm機銃 ×2
- 生産数
  - XFM-1-BE　1機（36-351）
  - YFM-1-BE　10機（39-486~39-495）
  - YFM-1B-BE　2機（38-489, 38-490）
- 乗員 5名